# Sándor Béla (festőművész)
Sándor Béla (Győr, 1882. június 17. – Budapest, 1949. szeptember 17.) magyar festőművész és tanár.
Élete összekapcsolódott a belföldi képző- és iparművészeti képzés megindulásával, hogy utóbbival aztán egy életre elválaszthatatlanul egybeforrjon. Mesterévé vált egykori iskolájának, sokak rajz és festészeti tudását fejlesztve. Láthatatlanul ugyan, de keze nyoma ott lehet sok szép, sikerült tárgyon. Keze alól kerülhetett ki legkevesebb 350 díszítőfestő.
A millennium és a két világháború közötti időszak hivatalos, állami rangra emelt ízlésvilága, kifejezetten és vállaltan hátrafelé nézett: úgyszólván idealizálta azt, ami régen volt. Sándor Béla művészi hitvallására is ez volt jellemző:de egy múltba tekintő művészet is teremt komoly esztétikai értékeket.

## Származása
Levéltári forrásokból tudjuk, hogy egyszerű családból származott: apja, Scheinhardt János (1828) vendéglős volt, anyja Pozsonyi Julianna (1836). Valószínű, hogy az apai ősök az osztrák tartományokból kerültek Győrbe, ugyanis a családnév Ausztriában jól ismert. A szülők 1858-ban házasodtak össze, ám 14 évet kellett várniuk a gyermekáldásra. Nekik nem adatott meg, hogy lássák gyermeküket felnőni, (az anya 1877-ben, az apa 1979-ben halt meg), a fiúk sorsa pedig – hét évesen – a teljes árvaság, annak minden következményével. Minden bizonnyal árvaházba került, azonban ezekről a győri, esetleg komáromi évekről semmit nem sikerült kideríteni. Így azt sem tudni, ki fedezte fel rajzkészségét, ill. indította el a pálya felé. Szinte bizonyos, hogy az anyagi bázis és az érzelmi támogatás hiánya meghatározó, ha ugyan nem mindent eleve eldöntő – korlátokat, szűk keresztmetszeteket jelentő – befolyással bírt pályájára nézve, és személyiségén is jócskán hagyhatott nyomokat: csak magára számíthatott.

## Tanulmányai
1871-ben megalapítják az Országos Magyar Mintarajztanodát és Rajztanárképezdét, majd Trefort Ágoston ebből választja le az Országos Magyar Királyi Iparművészeti Iskolát. Az iskola szakirányai gyorsan differenciálódnak, és többször változnak: az 1884-ben indított díszítőfestő szakág azonban stabil az iskola egész fennállása idején. E szak öt éve működik, amikor Sándor Béla 17 évesen 1889-ben bekerül: kétéves előkészítő után következik a 3 éves tulajdonképpeni stúdium. A szak vezető tanára Feichtinger György (1840-1907), akinek fontos szerep jut Sándor Béla pályáján. Sándor Béla 1894-ben befejezi tanulmányait az iskolában. Következnek a külföldi vándorévek: a Müncheni Képzőművészeti Akadémia (1895.), a berlini iparművészeti iskola (1896/97.), végül a párizsi Julian akadémia (1899.)

## A tanári pálya eseményei
1899. szeptemberétől mód nyílt az alma materba való visszatérésre, oktatóként, 27 évesen. Ekkor az intézmény már a város egyik legmagasabb presztízsű művészeti munkahelye: ez a Lechner tervezte gyönyörű, új szecessziós iparművészeti múzeum és iskola együttes, amely a Millenniumra készült el. A díszítő festészet közel 500 m²-en, jó néhány oktatóteremmel és tanári szobával működik.
Sándor Béla a királyi iparművészeti iskolában végigjárja a lépcsőfokokat: óraadóként kezd az esti tanfolyamokon, véglegesítik, majd 1902-ben segédtanárrá nevezik ki, vélhetően Feichtinger javaslatára. 1910-től rendes tanár.
1930-ban ünnepelték az iskola fennállásának félévszázados jubileumát, ez alkalomból nagyszabású kiállítással rukkolva elő. Sándor Béla aktívan vesz részt a szervezésben, ezért Signum Laudis-sal tüntetik ki. 65 évesen ment nyugdíjba, csaknem 38 évi tanári szolgálat után Sándor Bélát mint köztiszteletben és nagy szeretetben álló kollégát búcsúztatja az 1936-1941-es évkönyv. A közel négy évtizedes pálya jutalma a Magyar Érdemrend tisztikeresztje (1922)  volt, melyet már nyugdíjasként 1940-ben vehetett át.
Sándor Béla tanárként nagy utat tett meg: mesterévé vált egykori iskolájának, sokak rajz és festészeti tudását fejlesztve. Az iskola szellemi közegében csaknem teljes fél évszázadot töltött el, hiszen a munkaviszonyhoz nyugodtan hozzáadhatjuk az ötéves képzést és a vándoréveket. Láthatatlanul ugyan, de keze nyoma ott lehet sok szép, sikerült tárgyon, melyet esti tagozatos tanítványai készítettek a legkülönbözőbb szakmákban. Keze alól kerülhetett ki legkevesebb 350 díszítőfestő, összesen legalább 3500 hallgatót taníthatott.

## Közintézményekben megmaradt művei
Sándor Béla a magas óraszámban való tanítás mellett viszonylag keveset festett: alkotóként konzervatív volt, ami a két világháború közötti hivatalos kultúrpolitikába illett. Úgyszólván idealizálta azt, ami régen volt. Azonban egy múltba tekintő művészet is teremt komoly esztétikai értékeket, kelthet erős érzelmi kötődéseket, lehet nagyon szerethető. 
Erőssége volt a falképi technikák (secco, fresco) továbbá a régi korok festészeti stílusainak és technikáinak (tojástempera stb.) alapos ismerete, továbbá jól értett az anyagokhoz, „mívességével” nem sok kor- és kartársa vehette fel a versenyt. 
A Képzőművészeti Társulat Műcsarnokban szervezett kiállításain és a Nemzeti Szalonon rendszeresen részt vett. Soha nem vett részt közös kiállításokon, nem volt tagja semmilyen lazább, vagy szigorúbb művészi csoportosulásnak.
A Nemzeti Galéria gyűjteményében egy alkotása szerepel. 
Sándor Bélához leginkább a falak hűségesek: amely falképek ismertek, egy kivétellel ma is láthatók.
Az egyházi művek sorát az Egri Székesegyházzal kell kezdenünk: 1910-ben készítette a szentély és kupola közötti hajószakasz feletti freskót.
Tary Lajossal közösen készültek a paksi és a sióagárdi plébániatemplom freskói.
A budai Kapucinus templom (ma: alsó vízivárosi Szent Erzsébet plébánia) freskóinak egy részét 1926-ban készítette: a munka kifejezetten nagy volumenű volt. A templom 1944-ben súlyosan megsérült, művei így már nem láthatók, viszont egy falképről – Szent Ferenc stigmatizációja – maradt fotó.

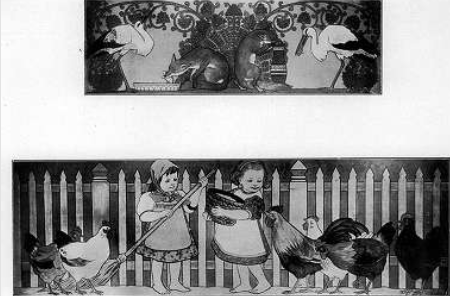
VIII. Budapest, Horváth Mihály téri iskola dekorációja

1942-ben épült a balaton-széplaki Szent Anna kápolna, valószínű, hogy a templomnak ajándékozott oltárkép – Mária a gyermek Jézussal – (modelljei menye és unokája voltak) is ekkori lehet.
Fennmaradtak világi témájú falfestmények is.
A VIII. Horváth Mihály tér 7-8. sz. iskola (korábban Mária Terézia tér) falain öt népmesei ihletésű kép látható, keletkezési idejük 1910-11.

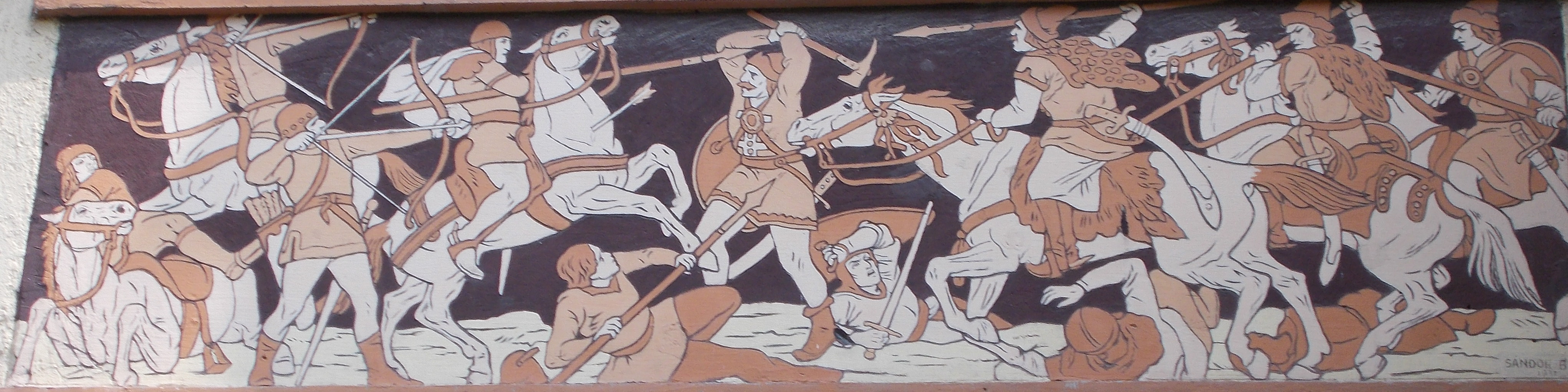
Budapest XI. Szabolcska M. u.

Újbuda a két világháború között gyors ütemben épült ki, mint a keresztény középosztály lakóhelye, ami a házak elnevezésében és díszítésében is kifejeződött. A Hunnia udvar a Szabolcska Mihály u 3. sz. alatti ház, melyre négy, a hunok csatáit, vándorlásait ábrázoló falképet készített Sándor Béla, vélhetően 1931-ben.
A lillafüredi Palota Szálló halljában található egy fára festett, nagyméretű (8x2m), hármas osztású olaj táblakép, amelynek főalakja Hunyadi János, és a nándorfehérvári diadalnak állít emléket, amely 1930-ban keletkezett. (A másik oldalra egy kollégája, Helbing Ferenc Nagy Lajos pannót készített.)
A János pince/Erzsébet söröző falképei keletkezésük idején minden bizonnyal Sándor Béla legnépszerűbb művei voltak: képeslap sorozatként évekig postai forgalomban voltak. A 12 falemezre festett olajkép, melyek Petőfi János vitéz című elbeszélő költeményének részleteit jelenítik meg (a kapcsolódó négysorosokkal) valószínűleg 1927-ben keletkezett. 1985-ben restaurálták őket, és védettséget kaptak. Valószínűleg láthatók maradnak, amíg a söröző áll.
Sajnos festményeinek, grafikáinak nagy része egy lakástűzben elpusztult, ami ebből megmaradt, az családi tulajdonban van.

## Művei a kiállítási katalógusokban

### Nemzeti szalon
- 1902. tavasz Álom (olaj) 500 kr (88. tétel)[6]
- 1902. ősz Püspökfürdői melegforrás (olaj) 120 kr (99. tétel)[6]
- 1902. ősz Margit (olaj) 320 kr (134. tétel)[6]
- 1903. ősz Tanulmány (olaj) 210 kr (122. tétel)[6]
- 1905. tavasz Rózsák (olaj) 500 kr (225. tétel)[7]
- 1905. tél Regruták (olaj) 2000 kr (111.tétel)[7]
- 1907. első győri kiállítás Tájkép (olaj) 200 kr (231.tétel)[8]
- 1907. első győri kiállítás Ősszel (olaj) 200 kr (232.tétel)[8]
- 1909. tavasz Fiatal lány (olaj) 500 kr (197.tétel)[9]
- 1909. tél Raguzai utca (akvarell) 240 kr (343.tétel)[9]
- 1911. tél Fiatal lány (valószínűleg ua. mint 1909ben) 400 kr (212.a tétel)[9]
- 1915. tél Vinodol völgye (akvarell) 160 kr (212. tétel)[10]
- 1922. erdélyi témájú kiállítás[11]
- 1922. Tordai hasadék ( olaj) 10.000 kr (274.tétel)[11]
- 1922. Tordai hasadék ( akvarell vált.) 5.000 kr (275.tétel)[11]

Műcsarnok
- 1902. tavasz M E GY úr arcképe ( olaj)
- 1902. tavasz Szemrehányás ( olaj)
- 1903. tavasz Virrasztás (olaj)
- 1906. tavasz Álom (olaj) .
- 1927. ősz Pünkösdi Rózsák (olaj)

A családnál fellelhető képek, grafikák
- Viharos tenger (olaj)
- Erdély lerohanása (olaj)
- Tehenek (olaj)
- Falusi búcsú (olaj)
- A faun és nimfa (olaj)
- Kék enteriőr (akvarell)
- Aktok (3 grafika)
- Varrólány (grafika)

Hivatkozások
1. ↑  Győri Egyházmegyei Levéltár. gyeleveltar.hu. [2023. november 19-i dátummal az eredetiből archiválva]. (Hozzáférés: 2023. november 19.)
2. 1 2  Levéltár – MOME Könyvtár/Repertórium (1880-1990)/VIII.4.Személyzeti ügyek/Tanári dosszié. (Hozzáférés: 2023. november 19.)
3. ↑  Az Országos Magyar Királyi Iparművészeti Iskola évkönyve 1880-1941 by MOME Konyvtar - Issuu, 11. oldal. issuu.com, 2012. április 1. (Hozzáférés: 2023. november 18.)
4. ↑  A magyar királyi Miniszterelnöktől : Magyar Érdemrend tiszti keresztje adományozása

5964 M.E.I Budapest, 1940. augusztus 23.
5. ↑  János vitéz 12 táblaképe. (Hozzáférés: 2023. november 19.)
6. 1 2 3 4  Nemzeti Szalon tavaszi katalógusa 1902. (Hozzáférés: 2023. november 28.)
7. 1 2  A Nemzeti Szalon kiállításainak katalógusa 1904-1906. (Hozzáférés: 2023. november 18.)
8. 1 2  A Nemzeti Szalon első győri kiállításának katalógusa. (Hozzáférés: 2023. november 18.)
9. 1 2 3  A Nemzeti Szalon kiállításainak katalógusai 1909-1911. (Hozzáférés: 2023. november 18.)
10. ↑  A Nemzeti Szalon kiállításainak katalógusai 1915-1917. (Hozzáférés: 2023. november 18.)
11. 1 2 3  A Nemzeti Szalon kiállításainak katalógusai 1921-1923. (Hozzáférés: 2023. november 18.)
12. ↑  A Műcsarnok kiállítási katalógusa a kiállítások felsorolását tartalmazza időbeli sorrendben, a kiállított tárgyak listája helyben kutatható.